# Ryan Humphrey
Pour les articles homonymes, voir Humphrey.
Ryan Humphrey, né le 24 juillet 1979 à Tulsa (Oklahoma), aux États-Unis, est un joueur américain de basket-ball. Il évolue au poste d'ailier fort.